# Red Buttress Peak
Der Red Buttress Peak (englisch für Roter Stützpfeilergipfel) ist ein 1060 m hoher Berg im ostantarktischen Viktorialand. Er ragt aus einem wuchtigen Felsmassiv zwischen den unteren Abschnitten des Benson- und des Hunt-Gletschers auf. Seine Ostflanke besteht aus einem großen Kliff aus rotem Granit.
Die neuseeländische Nordgruppe der Commonwealth Trans-Antarctic Expedition (1955–1958) gab ihm seinen deskriptiven Namen.